# Nagamalaipudukottai
Nagamalaipudukottai es una  ciudad censal situada en el distrito de Madurai en el estado de Tamil Nadu (India). Su población es de 15769 habitantes (2011). Se encuentra a 7 km de Madurai.

## Demografía
Según el censo de 2011 la población de Nagamalaipudukottai era de 15769 habitantes, de los cuales 7903 eran hombres y 7866 eran mujeres. Nagamalaipudukottai tiene una tasa media de alfabetización del 87,64%, inferior a la media estatal del 80,09%: la alfabetización masculina es del 93,06%, y la alfabetización femenina del 82,27%.